# Rock & Roll Music to the World
| Оценки критиков | Оценки критиков |
| Источник        | Оценка          |
| --------------- | --------------- |
| Allmusic        | [ 1 ]           |

Rock & Roll Music to the World — седьмой студийный альбом британской блюз-рок-группы Ten Years After, выпущенный в 1972 году. Пластинка смогла занять 27 место в чартах Великобритании и 43 место в чартах США.

## Список композиций
Автор всех песен — Элвин Ли.
1. «You Give Me Loving» — 6:33
2. «Convention Prevention» — 4:23
3. «Turned-Off TV Blues» — 5:13
4. «Standing at the Station» — 7:11
5. «You Can’t Win Them All» — 4:06
6. «Religion» — 5:49
7. «Choo Choo Mama» — 4:02
8. «Tomorrow I’ll Be Out of Town» — 4:29
9. «Rock & Roll Music to the World» — 3:47

## Участники записи
- Элвин Ли — гитара, вокал
- Лео Лайонс[англ.] — бас-гитара
- Рик Ли[англ.] — ударные
- Чик Черчилл[англ.] — орган

## Позиция в чартах
| Страна         | Позиция в чартах |
| -------------- | ---------------- |
| Норвегия       | 15               |
| Канада         | 16               |
| Великобритания | 27               |
| Германия       | 30               |
| США            | 43               |